# Krankenhaus St. Josef (Schweinfurt)
Das Krankenhaus St. Josef ist ein katholisches Krankenhaus in Schweinfurt. Es wurde 1931 gegründet und ist das einzige konfessionelle Krankenhaus im Raum Schweinfurt. Es versorgt mit über 700 Mitarbeitern jährlich über 13.000 stationäre und rund 20.000 ambulante Patienten.

## Lage
Das Krankenhaus St. Josef liegt in der westlichen Innenstadt neben der Kunsthalle.

## Geschichte
Auf Wunsch des Bischofs wurde 1931 das katholische Krankenhaus St. Josef von Seiten der Kongregation der Schwestern des Erlösers, die bis heute Träger ist, erbaut. Zur Zeit des Nationalsozialismus konnte der Krankenhausbetrieb nur unter großen Anstrengungen der Schwestern aufrechterhalten bleiben. 1944/45 wurde die Einrichtung durch Bombenanschläge beschädigt. Unmittelbar nach dem Krieg wurde jedoch mit dem Neuaufbau begonnen und die Anzahl der Betten im Laufe der Zeit von 120 auf aktuell 280 erhöht. Fortschritte in der Medizin und zahlreiche weitere Faktoren zwangen den Krankenhausträger immer wieder zu Renovierungen und Umbauten. So begann man 1990 mit der Gesamtsanierung und der Errichtung eines Neubaus, der 1994 eingeweiht wurde. Die Gesamtsanierung wurde mit einem Festakt im Jahr 2001 abgeschlossen. Im Jahre 2001 erwarb man mit einer ehemaligen privaten Frauenklinik ein zusätzliches Gebäude und baute es zur Palliativstation des Krankenhauses um. Ein weiterer Anbau erfolgte von 2009 bis 2011 mit dem Bau des Ärztehauses. Sieben Fachpraxen bieten hier auf drei Stockwerken in direkter Anbindung zum Krankenhaus ihre ambulanten Leistungen an.
Seit der Gründung des Krankenhauses St. Josef oblagen die Krankenpflege, die Verwaltung, die Küche, der hauswirtschaftliche Dienst und die Krankenpflegeschule fast ausschließlich den Ordensschwestern. Auch wenn ihre Tätigkeiten abgenommen haben, sind auch heute noch rund 15 Schwestern aktiv im Krankenhaus tätig.

## Berufsfachschule
Seit 1952 besteht am Krankenhaus St. Josef eine staatlich anerkannte Krankenpflegeschule und bietet Platz für 75 Auszubildende.

## Abteilungen
Im Krankenhaus St. Josef sind sieben Fachrichtungen vertreten. Im Einzelnen sind dies:
| - Chirurgie - Innere Medizin - Akutgeriatrie - Anästhesie/Intensivmedizin mit Überwachungseinheit | - Hals-, Nasen-, Ohrenheilkunde (Belegabteilung) - Frauenheilkunde und Geburtshilfe (Belegabteilung) - Palliativmedizin |

## Zukunft des Krankenhauses
Am 23. Juli 2024 wurde, nach gescheiterten Verhandlungen mit dem Regierungsbezirk Unterfranken, angekündigt, das Krankenhaus zum 31. Dezember 2024 zu schließen. Am 25. September 2024 verkündeten jedoch die Erlöserschwestern in einer Pressekonferenz das Fortbestehen der Klinik. Langfristig wird aber weiter nach einem Träger gesucht. Am 14. Oktober 2024 stieg der frühere Vorstandsvorsitzende der Helios Kliniken Francesco De Meo als Berater für die Kongregation der Erlöserschwestern ein.